# Десятово
Деся́тово (рос. Десятово) — село у складі Кожевниковського району Томської області, Росія. Входить до складу Новопокровського сільського поселення.

## Населення
Населення — 330 осіб (2010; 312 у 2002).
Національний склад (станом на 2002 рік):
- росіяни — 94 %